# Chroesjtsjovka

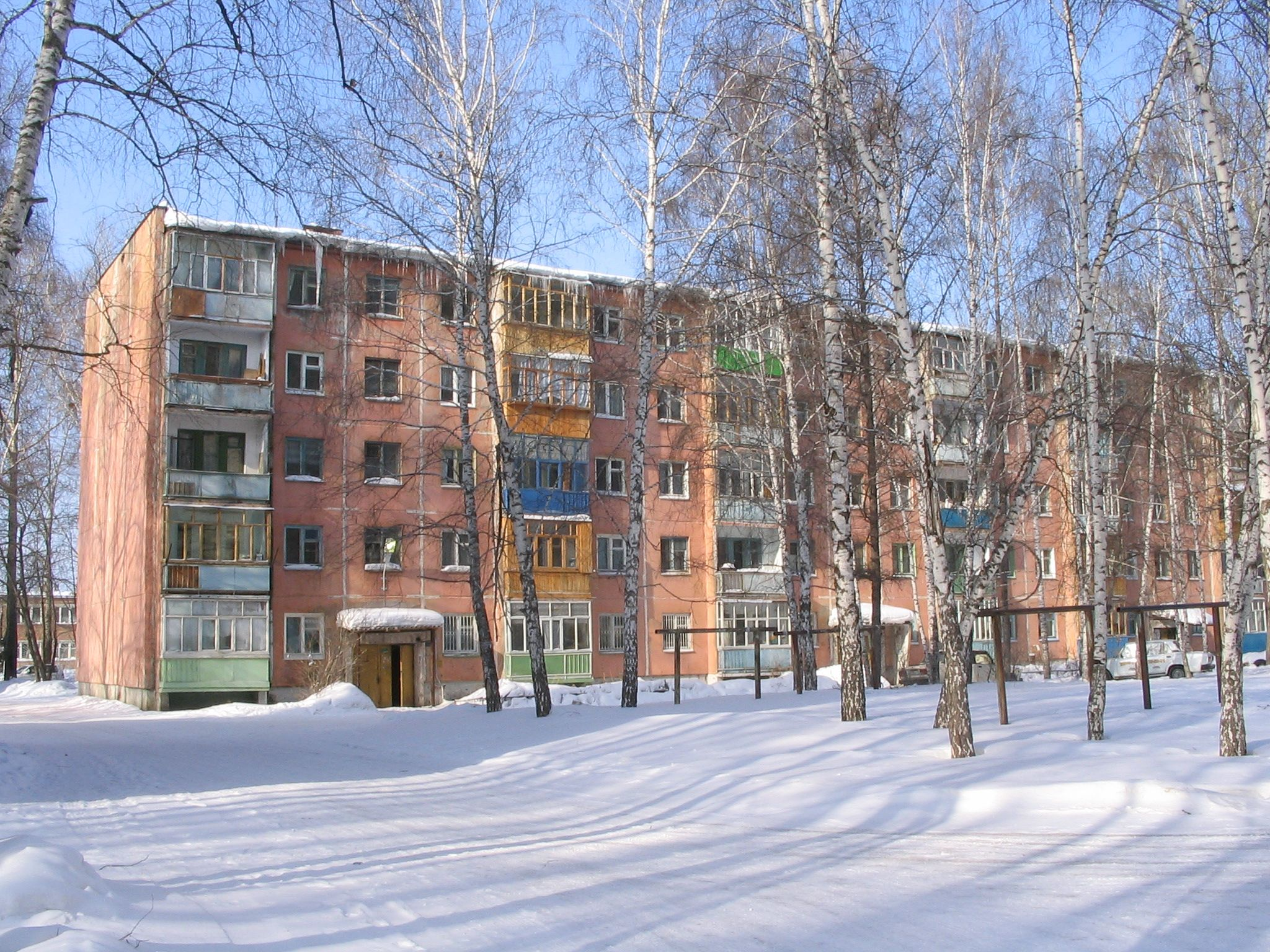
Een chroesjtsjovka in Tomsk, Rusland

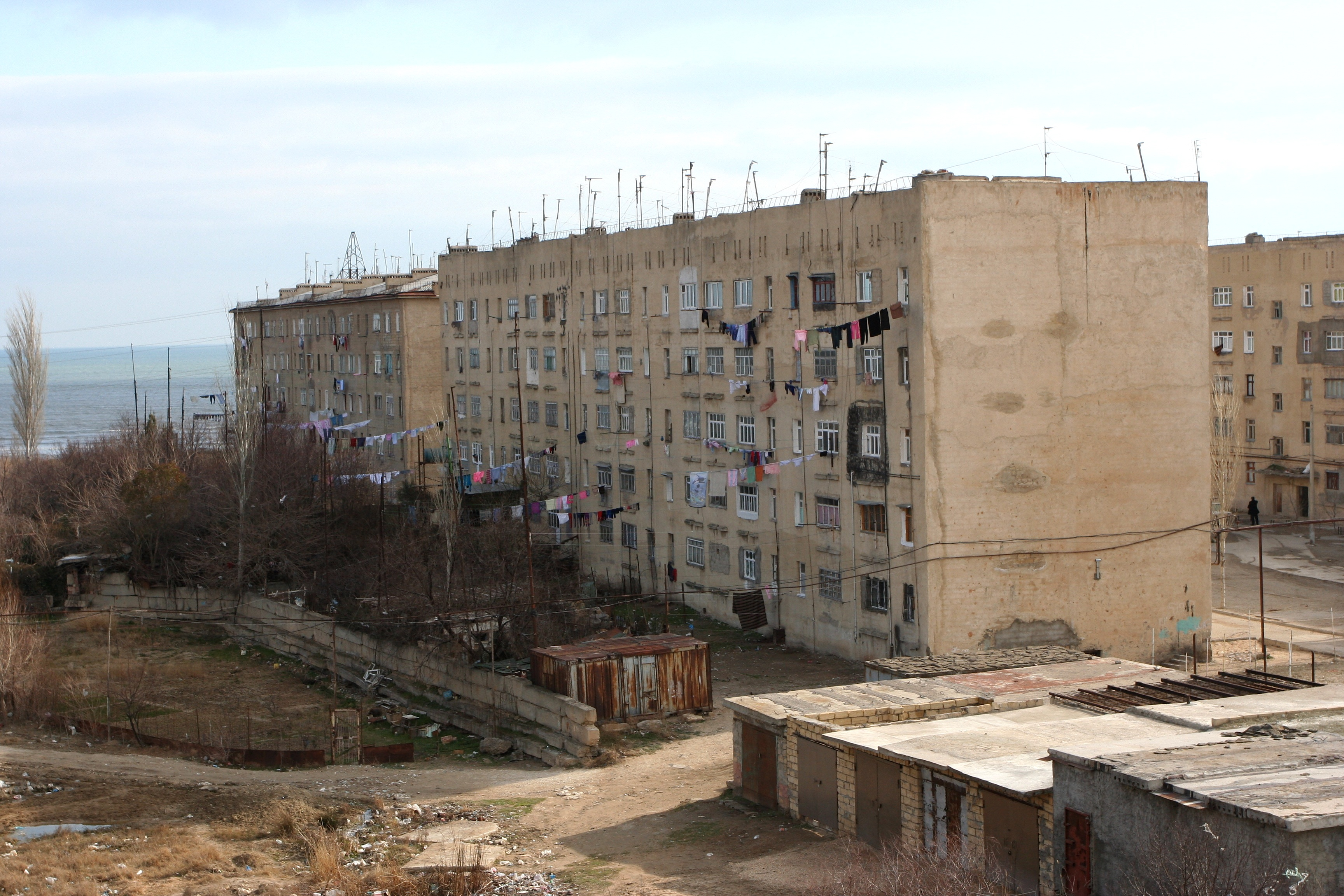
Chroesjtsjovka's in Sumqayit, Azerbeidzjan

Chroesjtsjovka (Russisch: хрущёвка) is een informele term die in Rusland en andere voormalige Sovjet-staten gebruikt wordt om typische appartementencomplexen met vijf verdiepingen aan te duiden die voornamelijk in de jaren 60 en 70 van geprefabiceerde betonplaten gebouwd zijn.
Deze complexen met huurwoningen zijn oorspronkelijk door de toenmalige staats- en partijleider Nikita Chroesjtsjov (van wiens naam de term afgeleid is) goedgekeurd en in grote aantallen in steden neergezet om op eenvoudige en goedkope wijze de heersende woningnood te verhelpen. Het doel was om elk persoon minstens 9 m² woonruimte te geven. Om dit te kunnen bereiken stapte men af van de overdadige "suikerbakkersstijl", die in Stalins tijd gangbaar was geweest, en men voerde eenvoudige, zeer goedkope flats in. Deze betekenden een forse verbetering in de levensstandaard van de gemiddelde burger. De appartementen waren naar Westerse normen echter klein: gemiddeld 42 m² voor vier personen. De appartementen hadden alle de beschikking tot warm en koud water, elektriciteit en scholen en winkels in de buurt: 10 à 20 flatgebouwen vormden een "eenheid" en hadden meestal elk een school en winkel.
Aangezien de bouwkosten belangrijker werden geacht dan het opgeleverde woongerief, met alle gevolgen van dien, worden de gebouwen ook veelal aangeduid als chroesjtsjoba (хрущоба), een porte-manteau samengesteld uit Хрущёв ("Chroesjtsjov") en трущоба ("troesjtsjoba" of "sloppenwijk").
Met de economische groei van de 21ste eeuw ontstonden er plannen om veel van deze blokken te slopen en te vervangen door duurdere nieuwbouw. Deze plannen vallen niet overal in goede aarde.